# Töglag
Töglag fue una forma métrica de composición escáldica. Snorri Sturluson la define en Háttatal como «las formas más sencillas que antes se usaban a menudo en poemas de ley», o sea una métrica muy concisa. Al parecer, la asonancia carece de filas impares. Como en el caso de dróttkvætt, del que es variante, existe una media asonante llamada métrica tǫgdrápulag.
Este tipo de métrica probablemente fue usado de forma muy esporádica debido a su dificultad. Una estrofa de töglag es muy difícil de cerrar debido a la limitación estricta de las sílabas por media línea.
Sigvatr Þórðarson lo usa en su canción sobre Canuto el Grande Knútsdrápa, y Þórarinn loftunga en la poesía homónima Tøgdrápa. Ambos poemas tratan el tema en torno al rey Canuto y, por lo tanto, se puede asumir que se originó en la corte real durante su dominio de Inglaterra.

## Etimología
Töglag, tøglag o tøgr tiene su origen en el nórdico antiguo y en principio define una unidad de medida, como las decenas o una parte proporcional de un metro. No obstante la interpretación como «decenas de metros» no es convincente. Lo más probable es que sea la derivación de la palabra tog en el sentido de un viaje, a la vista que los primeros poemas conocidos en este tipo de métrica siempre se refieren a relatos de viajes.